# Neonereites

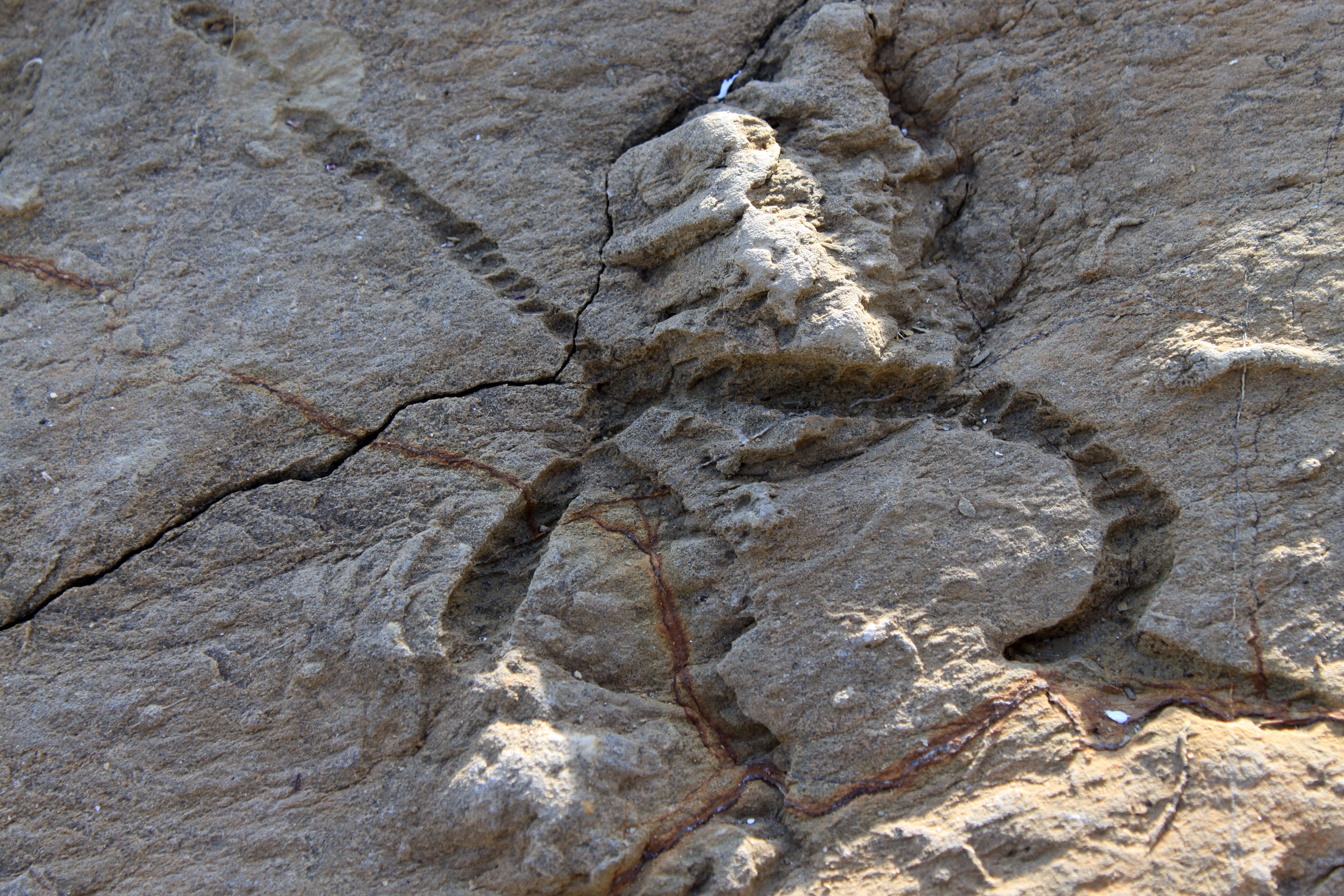
Neonereites uniserialis en la Punta de San García, España. Complejos del Campo de Gibraltar, Unidad de Algeciras (Oligoceno-Mioceno).

Neonereites Seilacher, 1960 es un paragénero de icnofósil presente en rocas sedimentarias de facies marina superficial a profunda e incluso lacustre. Estas trazas fósiles son muy comunes y se presentan en el rango temporal desde el Precámbrico al presente. 
Los rastros fósiles se presentan como marcas rectilíneas, sinuosas o meandriformes de entre 3 a 5 milímetros de diámetro que pueden cruzarse entre sí. Estos rastros están formados por pequeños hoyos o más usualmente protuberancias (según se trate de un epirrelieve o de un hiporrelieve) que pueden aparecer individualizadas o interconectadas.
El patrón y morfología que presentan las protuberancias permite diferenciar cuatro icnoespecies. Las dos más comunes y que aparecen desde el Precámbrico al presente son Neonereites uniserialis Seilacher, 1960 y Neonereites biserialis Seilacher, 1960. Ambas están caracterizadas por marcas de morfología semiesférica, en el caso de N. uniserialis la sucesión está formada por una protuberancia tras otra y en el caso de N. biserialis se realizaron en filas de dos. Una tercera icnoespecie, Neonereites renarius Fedonkin, 1980 está formada por una sucesión de protuberancias individuales, como en N. uniserialis pero de morfología reniforme y se conoce únicamente en un yacimiento del período Ediacárico, Vendiense, del río Syuzma (Rusia). Neonereites multiserialis Pickerill and Harland, 1988, por su parte, presenta un número variable de protuberancias por nivel y ha aparecido únicamente en rocas del Silúrico de North Geenland (Dinamarca).

Estas trazas fósiles fueron realizadas por organismos sedimentívoros durante su desplazamiento por el fondo marino. Las protuberancias características del fósil se corresponden con pelets fecales depositados tras el proceso de filtrado y defecación. Dada la amplia distribución temporal y espacial de los restos deben haber sido realizadas por varias especies animales diferentes de igual comportamiento, probablemente gusanos, gasterópodos y artrópodos. Existen dudas acerca de la validez de este taxon pues algunos autores apuntan a que puede ser una variante preservacional de Nereites MacLeay in Murchison, 1839, Scalarituba Weller, 1899, Phyllodicites Geinitz, 1867 o Helminthoida Schafhäutl, 1851.